# Ruth I. Michler
Ruth I. Michler (8 de março de 1967 a 1 de novembro de 2000) foi uma matemática americana de ascendência alemã que viveu e trabalhou nos Estados Unidos. Ela obteve seu doutorado em matemática pela Universidade da Califórnia, Berkeley, e foi professora associada titular na Universidade do Norte do Texas. Michler morreu aos 33 anos durante uma visita à Northeastern University, após a sua marte, pelo menos três conferências memoriais foram realizadas em sua homenagem, e o Prêmio Memorial Ruth I. Michler foi estabelecido em sua memória.
Ruth era filha do matemático alemão Gerhard O. Michler e nasceu em Ithaca, Nova York, enquanto sua família visitava a Universidade Cornell da Alemanha.  Ela cresceu na Alemanha, morando em Tübingen, Giessen e Essen e completou seus estudos de graduação em 1988 na Universidade de Oxford, graduando-se summa cum laude.
Michler obteve seu doutorado em matemática em 1993 pela Universidade da Califórnia, Berkeley. Sua dissertação é intitulada "Componentes de Hodge da homologia cíclica de hipersuperfícies afins". Seus orientadores foram Mariusz Wodzicki e Arthur Ogus . Ela passou o ano acadêmico de 1993-1994 como pós-doutoranda na Queen's University, trabalhando com Leslie Roberts. Em 1994, juntou-se ao corpo docente titular da Universidade do Norte do Texas, onde obteve estabilidade em 2000.
Michler morreu em um acidente em Boston em 1º de novembro de 2000, quando foi atropelada por um veículo de construção enquanto andava de bicicleta. Várias conferências foram organizadas em sua homenagem.  Duas conferências resultaram em um volume de artigos dedicados à sua memória. Em 2007, a Associação para Mulheres na Matemática inaugurou o Prémio Memorial Ruth I. Michler, que é "atribuído anualmente a uma mulher recentemente promovida a Professora Associada ou a um cargo equivalente nas ciências matemáticas".
Site da premiação que leva seu nome - Ruth I. Michler Memorial Prizes